# Kimberly Anderson
Kimberly Anderson Smith, née le 28 janvier 1968 à Cleburne, est une coureuse cycliste professionnelle américaine. Elle a réalisé huit ans de sa carrière en tant qu'équipière dans l'équipe T-Mobile Women sous ses différents noms entre 2003 et 2010. À l'aise dans la montagne, sa plus grande victoire est la Route de France 2009.

## Jeunesse et études
Elle étudie à l'université du Colorado. Elle habite à Colorado Springs.

## Carrière professionnelle

### 2002
En 2002, dans la Liberty Classic, elle suit le groupe de sept coureuses qui s'extrait dans la dernière ascension. Elle finit quatrième,.
Elle participe au  Women's Challenge. Sur la septième étape, elle prend la bonne échappée et termine cinquième,.

### 2003
Elle participe au Tour d'Italie.
À la Liberty Classic, Kim Anderson part en échappée avec Lyne Bessette et Lynn Gaggioli. Dans le final, la Canadienne attaque et franchit la ligne la première. Kim Anderson est quatrième.
Elle est sélectionnée pour les championnats du monde par la sélection américaine.

### 2004
Au Tour of the Gila, Kim Anderson remporte la difficile dernière étape.

### 2005
En 2005, elle s'engage avec l'équipe Colavita/Cooking Light.

### 2006
En 2006, elle retourne dans l'équipe T-Mobile.
Au Tour des Flandres, l'attaque décisive a lieu à soixante-huit kilomètres de l'arrivée et est lancée par Christiane Soeder, suivie par Mirjam Melchers-Van Poppel, Loes Gunnewijk et Kimberly Anderson. Cette dernière est toutefois lâchée dans le Mollenberg.
Dans le critérium de la troisième étape du Tour du Grand Montréal, Kim Anderson s'échappe avec Chrissy Ruiter, Kate Bates et Elodie Touffet. Elle termine deuxième au sprint derrière Bates.
Kim Anderson termine quatrième des Championnats des États-Unis sur route.
Au Tour de Toscane, Kim Anderson est deuxième de l'étape 4a. Elle est sélectionnée pour les championnats du monde.

### 2007
En 2007, l'effectif de l'équipe est complètement renouvelé à l'exception des deux leaders : Judith Arndt et Ina-Yoko Teutenberg ainsi que Kim Anderson.
Sur la troisième étape de la Redlands Bicycle Classic, Kim Anderson part en échappée dans la deuxième ascension avec Katheryn Curi, Felicia Gomez, Kori Seehafer, Amber Neben et Mara Abbott. Elle gagne finalement le sprint du groupe.
Au Tour de l'Aude, la T-Mobile remporte le contre-la-montre par équipe de la deuxième étape.

### 2008
Sur la San Dimas Stage Race, Kim Anderson est deuxième du contre-la-montre en côte derrière Maria Abbott. Quelques jours plus tard, elle est troisième du prologue du Redlands Bicycle Classic. Elle est troisième de la dernière étape et quatrième du classement général final.
L'Open de Suède Vårgårda a lieu dans les derniers jours de juillet. Sur l'épreuve en ligne, Kim Anderson part en échappée avec cinq autres coureuses à quatre tours de l'arrivée sur douze. À deux tours de l'arrivée, elle s'extrait du groupe avec Kori Seehafer qui la bat au sprint. Sur l'épreuve contre-la-montre par équipe, l'équipe Columbia est deuxième derrière l'équipe Cervélo Lifeforce,.
À la même période que les Jeux olympiques se dispute la Route de France. Sur la cinquième étape Kim Anderson est deuxième du sprint du groupe de dix échappées derrière Ina-Yoko Teutenberg. Kim Anderson est finalement septième du classement général.

### 2009
En juin, au Tour du Trentin, Kim Anderson termine quatrième de la deuxième étape et du classement général.
En août, lors de la quatrième étape de la Route de France, Kim Anderson s'échappe avec Evelyn Stevens qui s'impose, mais c'est la première qui mène au classement général.
Elle conserve sa place le lendemain et gagne donc la course par étapes.

### 2010
Sur la San Dimas Stage Race, elle est troisième de la deuxième étape.

## Profil
Kim Anderson a la réputation d'être une équipière modèle. Elle est une bonne grimpeuse comme le montre ses succès dans l'étape du monster of Gila du Tour of the Gila, sa place sur le Tour du Trentin 2009 ou sa victoire sur la Route de France.

## Palmarès
- 2004
  - 5e étape du Tour of the Gila
  - 3e du Tour of the Gila
- 2006
  - 2e de la Nevada City Classic
- 2007
  - 2e étape du Tour de l'Aude (contre-la-montre par équipe)
  - 3e étape de la Redlands Bicycle Classic
- 2008
  - San Dimas Stage Race
  - 2e Open de Suède Vårgårda
  - 3e du Grand Prix de la ville de Roulers
  - 7e de la Route de France
- 2009
  - Route de France
  - 2e du Open de Suède Vårgårda TTT
  - 4e du Tour du Trentin

## Grands Tours

### Tour de l'Aude
- 2006
- 2007 : 2e étape.

### Tour d'Italie
Cinq participations : 2003, 2007, 2008, 2009, 2010

## Classement UCI
| Année          | 2002 | 2003 | 2004 | 2005 | 2006 | 2007 | 2008 | 2009 | 2010 |
| Classement UCI | 83e  | 84e  | 148e | 281e | 85e  | 252e | 46e  | 38e  | -    |